# SC Ostbahn XI
SC Ostbahn XI is een Oostenrijkse voetbalclub uit het elfde Weense stadsdistrict Simmering. De korte naam voor Simmering is XI, vandaar de naam Ostbahn XI. De club speelde in 1945/46 in de hoogste klasse.

## Geschiedenis
Op 23 april 1921 werd de club ESV Ostbahn XI in het leven geroepen. Ostbahn werd een van de toonaangevende amateurclubs van Wenen. Begin jaren dertig speelde de latere international Franz Hanreiter voor de club. Van 1932 tot 1934 speelde de club in de amateur VAFÖ-liga. In 1935 schakelde de club om naar de professionele II. Liga Süd, waar de club tot 1937 speelde. In het eerste seizoen werd de club knap derde achter Austro Fiat en 1. Simmeringer SC.
Ten tijde van het nationaalsocialisme werden alle spoorwegclubs omgedoopt in Reichsbahn. Na een fusie kwam SG Reichsbahn Wien tot stand dat één seizoen in de hoogste klasse zou spelen.
Nadat Reichsbahn werd opgeheven aan het einde van de Tweede Wereldoorlog nam ESV Ostbahn de plaats in de eerste klasse in. Het enige seizoen bij de elite was een complete ramp. Ostbahn kreeg regelmatig een pandoering; tegen Vienna verloor de club met 0-12 en 0-18, tegen Austria met 0-9 en 0-14 en tegen Sport-Club met 0-8 en 0-14. Enkel tegen SC Rapid Oberlaa kon de club met 2-0 winnen. Na twee seizoenen degradeerde de club verder naar de Wiener Landesliga.
In 1970 fusioneerde de club met Olympia XI en werd zo ESV Ostbahn-Olympia XI. In 1971 promoveerde de club terug naar de Wiener Liga onder trainer Rudolf Sabetzer en latere international Herbert Prohaska. In 1972 verkocht de club Prohanska voor 1,5 miljoen schilling aan Austria Wien. In 1973 promoveerde de club naar de Regionalliga Ost, dat toen nog de tweede klasse was, en werd daar 11de op 13 clubs. Door een herstructurering en de oprichting van de Nationalliga werd de Regionalliga nu de derde klasse. In 1976 degradeerde de club uit de Regionalliga en in 1979 uit de Wiener Liga. In 1982 fusioneerde de club met Weweba. In 1994 nam de club de huidige naam aan nadat ze een spoorwegclub meer waren (ESV = Eisenbanhsportverein). In 1999 keerde de club terug naar de Wiener Stadtliga en werd daar een vaste waarde tot in 2008 de titel behaald werd en Ostbahn terugkeerde naar de Regionalliga.

## Bekende spelers
- Ferenc Horvath